# 김철수 (축구인)
김철수(한국 한자: 金哲洙, 1952년 7월 6일)는 한국의 전 프로축구 선수이다. 포항제철 아톰스 (현 포항 스틸러스)에서 활동하였으며 1983, 1985시즌 K리그 베스트 11에 선정되었다.